# Arthroleptis xenodactyloides
Arthroleptis xenodactyloides es una especie de anfibios de la familia Arthroleptidae.
Habita en Malaui, Mozambique, Tanzania, Zambia, Zimbabue y posiblemente en la República Democrática del Congo.
Sus hábitats naturales son bosques tropicales o subtropicales, montanos secos tropicales o subtropicales, sabanas secas, praderas subtropicales o tropicales a gran altitud y pantanos.
Está amenazada de extinción por la pérdida de su hábitat natural.